# Mañana lloraré
I'll Cry Tomorrow es una película biográfica dirigida por Daniel Mann en 1955. El guion de Helen Deutsch y Jay Richard Kennedy adapta la autobiografía escrita por Lillian Roth en 1954 con la colaboración de Mike Connolly y Gerold Frank. Cuenta la historia de Lillian Roth, una estrella de Broadway que se rebela contra la presión de su madre dominante y reacciona ante la muerte de su prometido al convertirse en alcohólica. Está protagonizada por Susan Hayward, Richard Conte, Eddie Albert  y Jo Van Fleet.
La película ganó el Óscar al Mejor Diseño de Vestuario para Helen Rose y participó en la edición de 1956 del Festival de Cine de Cannes, alzándose con el Premio a la Mejor interpretación femenina para Hayward.

## Sinopsis
Lillian Roth, de ocho años de edad, es empujada constantemente por su madre dominante en el escenario, Katie, para hacer una audición y actuar, aunque solo sea una niña. Un día, Katie finalmente consigue una oportunidad en Chicago, lo que lleva a Lillian, ahora mayor, a tener una exitosa carrera musical. A pesar de que han pasado 20 años, Katie todavía está administrando a Lillian, así como dirigiendo su vida y sus opciones de carrera.

## Reparto
- Susan Hayward - Lillian Roth
- Richard Conte - Tony Bardeman
- Eddie Albert - Burt McGuire

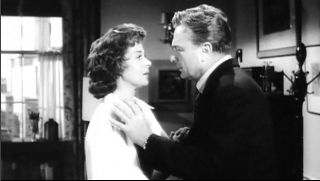
Susan Hayward y Eddie Albert.

- Jo Van Fleet - Katie Silverman Roth, madre de Lillian
- Don Taylor - Wallie
- Ray Danton - David Tredman
- Margo - Selma
- Virginia Gregg - Ellen
- Don 'Red' Barry - Jerry
- David Kasday - David
- Carole Ann Campbell - Lillian (niña)
- Peter Leeds - Richard Elstead
- Tol Avery -  Joe
- Anthony Jochim - Paul
- Jack Daley
- Ralph Edwards - Él mismo, no acreditado